# Folk Research Centre
Das Folk Research Centre (FRC, Plas Wíchès Foklò) ist eine Forschungseinrichtung in St. Lucia, die sich der Dokumentation und der Erforschung der Alltagskultur widmet, unter anderem der reichen Tradition der mündlich überlieferten Geschichten der „koudmen“, der afrokaribischen Kreolisch sprechenden (älteren) Inselbewohner von St. Lucia.

## Geschichte
Das Zentrum wurde von Monsignore Patrick Anthony (* 1947) gegründet. Es verfügt über ein Tonarchiv und über die bedeutendste Bibliothek des Landes. Es bietet Sprachkurse zum örtlichen Kwéyòl an und führt seit 1984 alljährlich Ende Oktober den Jounen Kwéyòl, den Tag des Kreolischen, durch, eines der wichtigsten Volksfeste auf St. Lucia. Patrick Anthony und das Folk Research Centre trugen – anfangs gegen starke Widerstände – maßgeblich dazu bei, dass sich seit 1973 in der Gesellschaft und in der Kirche von St. Lucia die bis dahin ablehnende Haltung zum Kélé zu ändern begann.
Seit 1999 hat das Folk Research Centre seinen Sitz auf dem Mount Pleasant oberhalb der Altstadt von Castries. Seit 1990 veröffentlichte es die Zeitschrift Lucian Kaiso.
2017 wurde das Zentrum zu Ehren seines Gründers umbenannt. 2018 brannte das ursprüngliche Gebäude in der Calvary Road in Castries völlig aus. Ein Neustart in den Gebäuden des ehemaligen Monroe College am Barnard Hill wird betrieben.